# Nemoria oregonensis
Nemoria oregonensis là một loài bướm đêm trong họ Geometridae.